# كأس تشيلي 2009
كأس تشيلي 2009 (بالإسبانية: Copa Chile 2009)‏ هو الموسم 30 من كأس تشيلي. كان عدد الأندية المشاركة فيه 81، وفاز فيه اتحاد سان فيليبي ‏.